# أرون موراي
أرون موراي (بالإنجليزية: Aaron Murray) (و. 1990  م) هو لاعب كرة قدم أمريكية، من الولايات المتحدة، ولد في تامبا، فلوريدا، يلعب كظهير ربعي.

## التعليم
تعلم في Henry B. Plant High School ‏.

## روابط خارجية
- أرون موراي على موقع إي إس بي إن.كوم (أن.أف.أل)3
- أرون موراي على موقع مرجع كرة القدم المحترفة.كوم (الإنجليزية)
- أرون موراي على موقع كلية كرة القدم في سبورتس رفرنس.كوم (الإنجليزية)